# Heimatjahrbuch
Ein Heimatjahrbuch ist ein periodisch – im Regelfall jährlich – erscheinendes Jahrbuch mit lokalen und regionalen Themen aus den Bereichen Heimatkunde, Politik, gesellschaftliches Zusammenleben, Ortsgeschichte, Regionalgeschichte, Landesgeschichte oder Kultur. Herausgeber sind zumeist Heimatvereine oder Gebietskörperschaften wie Landkreise oder Städte.
Die in gebundener Form, zumeist als Taschenbuch erscheinenden Publikationen passen sich zusätzlich und zunehmend modernen Entwicklungen an und sind in Teilen oder gänzlich online verfügbar.